# 시모시베쓰역
시모시베쓰역(일본어: 下士別駅)은 일본 홋카이도 시베쓰시에 있는 홋카이도 여객철도 소야 본선의 역이다. 역 번호는 W43이며, 단선 승강장 1면 1선의 구조를 지닌 지상역이다.

## 역 주변
- 국도 제40호선

## 역사
- 1955년 12월 2일 : 시모시베쓰 가승강장(下士別仮乗降場)으로서 개업.
- 1959년 11월 1일 : 역으로 승격.
- 1987년 4월 1일 : 민영화에 따라, 홋카이도 여객철도로 이관.
- 2021년 3월 13일：이용자 감소에 따라 폐지.

## 인접 정차역
| 홋카이도 여객철도 소야 본선 | 홋카이도 여객철도 소야 본선 | 홋카이도 여객철도 소야 본선 |
| --------------------------- | --------------------------- | --------------------------- |
| W42 시베쓰 아사히카와 방면  | ■ 소야 본선                 | 다요로 W44 왓카나이 방면    |